# Стяччато

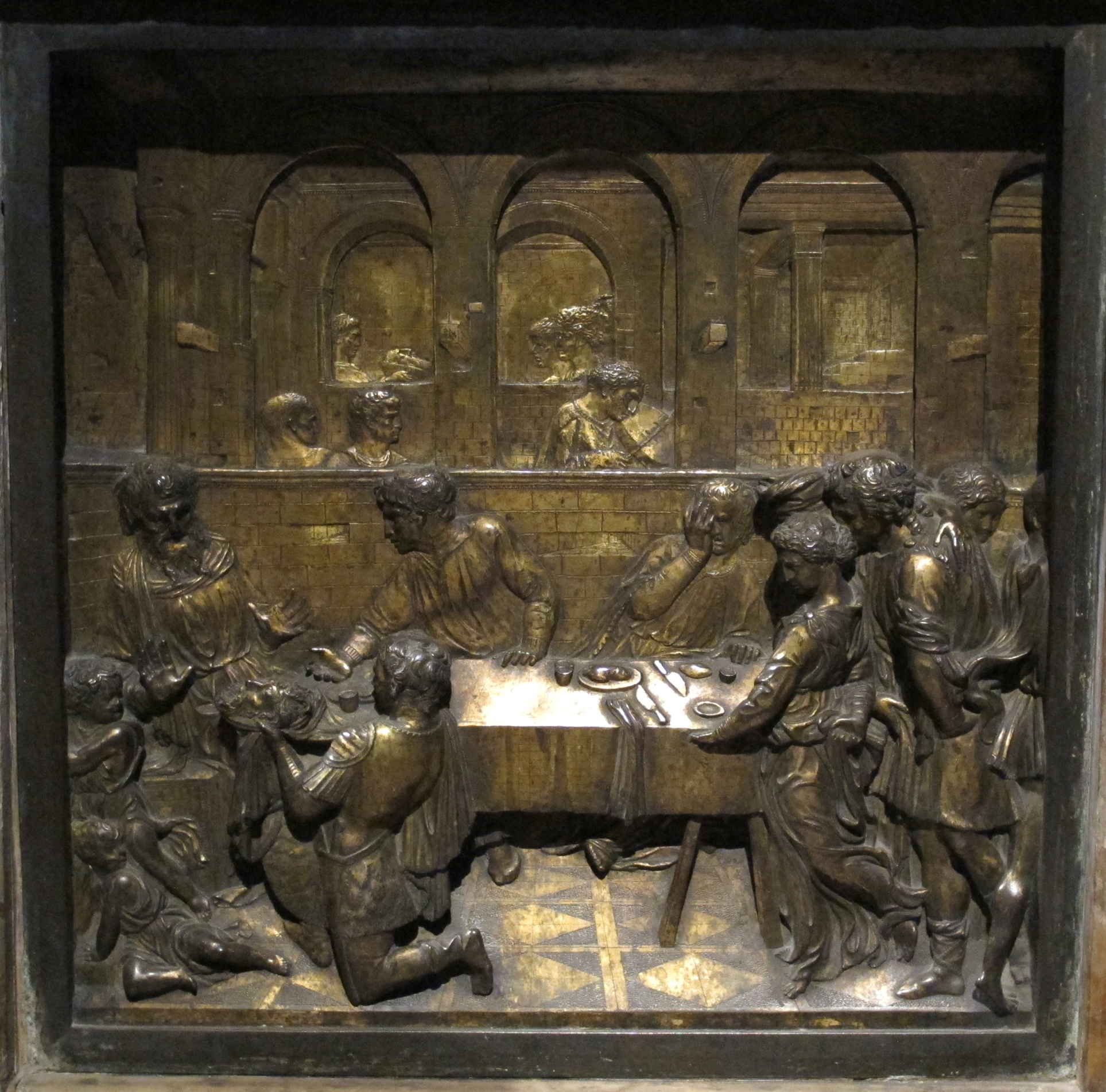
Твір у техніці «стяччато» Донателло — «Бенкет Ірода», Сієнський баптистерій

Стяччато (італ. Stiacciato) — це техніка, яка дозволяє митцеві створити заглиблену або рельєфну скульптуру з різьбленням лише на міліметри. Щоб створити ілюзію більшої глибини, товщина поступово зменшується від переднього плану до заднього. Певним чином це більше схоже на 2D-зображення, ніж на 3D-скульптуру, тож рельєф може використовувати перспективу. Вазарі писав про техніку так:
|  | Третій тип називається барельєфом і рельєфом-«стяччато», які не містять нічого, крім промальовування фігури вм’ятинами та рельєфом «стяччато». Вони бувають дуже складні, якщо використовується багато малюнків і задумів, тому що цим речам важко надати витонченості завдяки любові режиму до контурів. І Донато [тобто Донателло] працював найкраще з усіх скульпторів у цьому жанрі, з мистецтвом, малюнком і вигадкою. Ми бачимо багато такого плану [скульптури у формі] високофігурних стародавніх аретинських ваз, масок та інших стародавніх творів; і так само в стародавніх камеях і в бронзових карбованих конусах для медалей і монет Оригінальний текст (англ.) [The third types are called bas- and stiacciati-relief, which have nothing in them but drawing the figure with dents and schiacciato relief. They are very difficult if there is a large amount of drawing and invention involved, because it is hard to give these things grace thanks to the mode's love of contours. And Donato [ie Donatello] worked best of all sculptors in this genre, with art, drawing and invention. We see many of this kind [of sculpture in the form of] highly-figured ancient Aretine vases, masks and other ancient works; and similarly in ancient cameos and in bronze-stamping cones for medals and coins] Помилка: [undefined] Помилка: {{Lang}}: немає тексту (допомога): текст вже має курсивний шрифт (допомога) |

Ця техніка в основному використовувалася в XV і XVI століттях, її зачинателем і основним виконавцем був Донателло. Найранішим прикладом, що зберігся, є його твір «Святий Георгій, який звільняє принцесу» (1416—1417), а інші його твори у цій техніці включають «Мадонна Пацці» (1430), «Успіння Богородиці» («Сант-Анджело-а-Ніло», Неаполь, 1426—1428) та тло у творі «Бенкет Ірода» (Сієнський баптистерій, 1423—1427), а також «Богоматір з немовлям» (1426) його студії.
Мікеланджело теж використовував цю техніку.

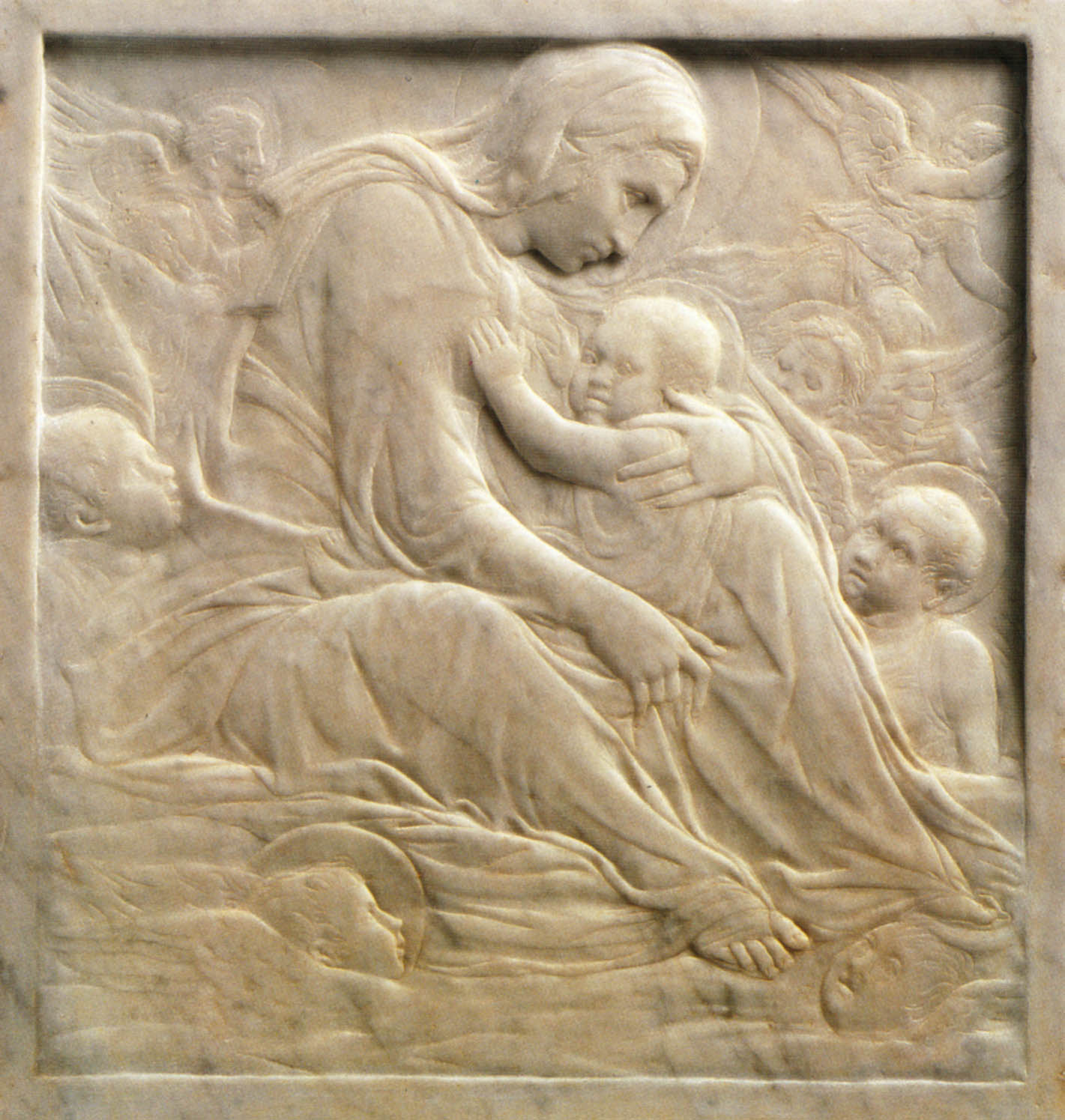
«Мадонна з дитям» («Мадонна у хмарах»). Донателло
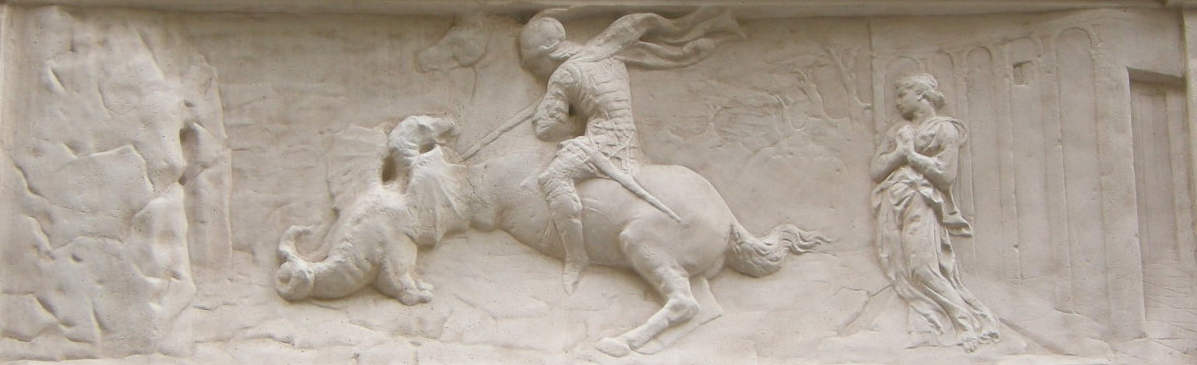
«Святий Георгій, який звільняє принцесу». Донателло
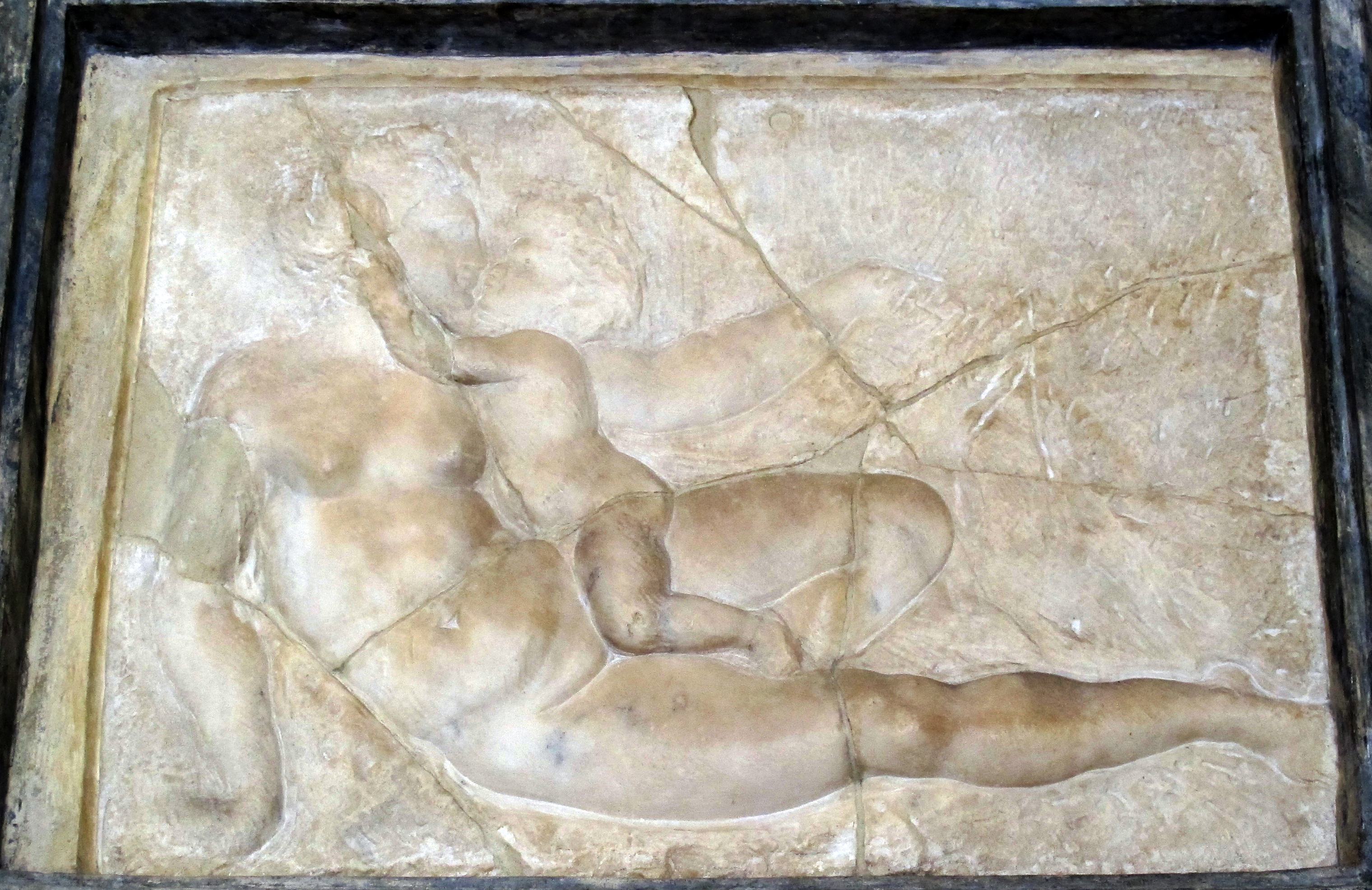
«Венера й Амур». Мікеланджело
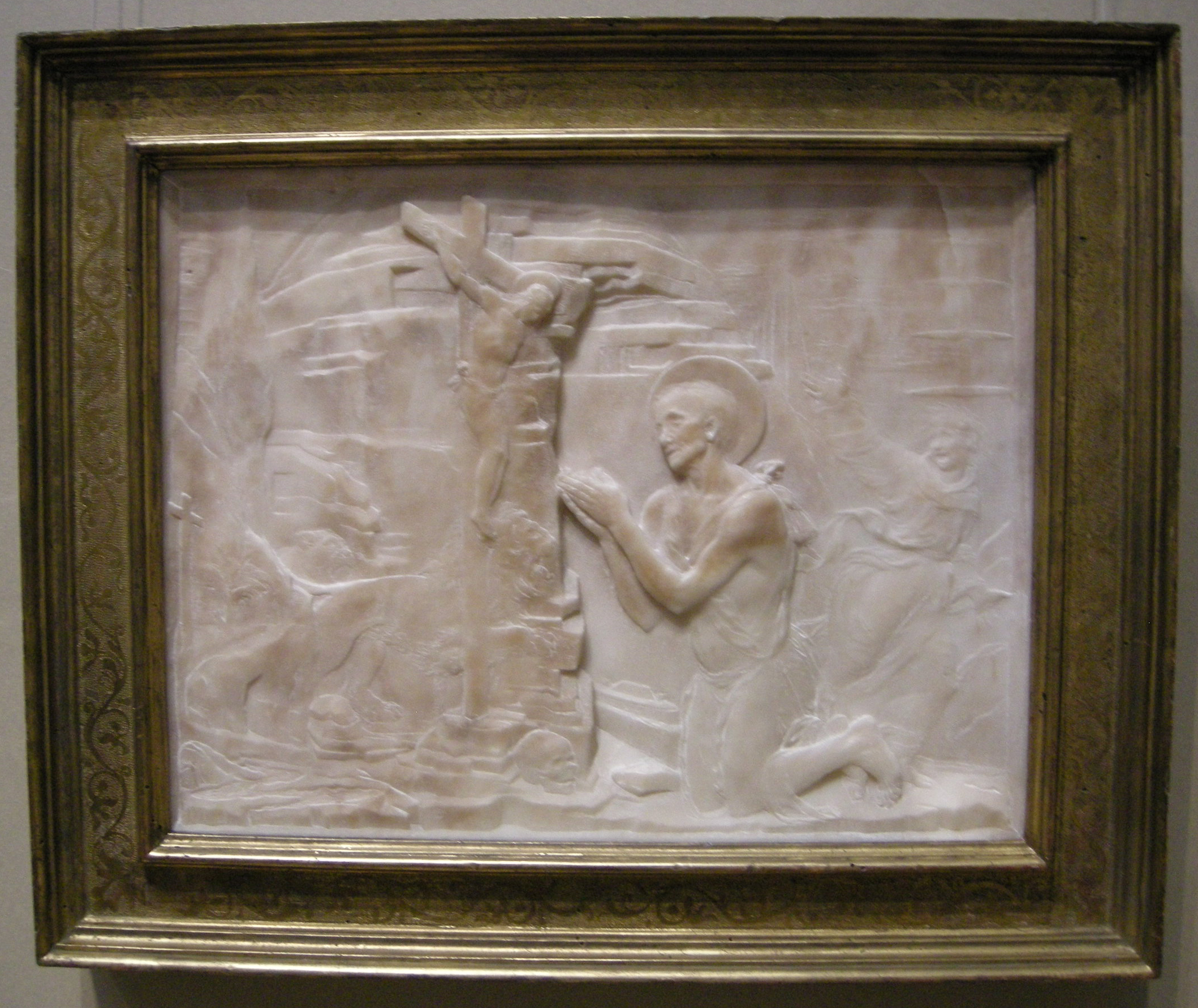
«Святий Єронім у пустелі». Дезідеріо да Сеттіньяно

## Виноски
1. ↑  Stiacciato nell'Enciclopedia Treccani.
2. ↑  Rolf C. Wirtz, Donatello, Könemann, Cologne 1998.